# Manne Lindhagen (ingenjör)
Teodor Immanuel Lindhagen, känd som Manne T. Lindhagen, född den 17 oktober 1891 i Sturkö församling, Blekinge län, död  27 september 1973 i Farsta församling i Stockholm, var en svensk civilingenjör. Han var son till Teodor Lindhagen.
Lindhagen avlade examen vid Kungliga tekniska högskolan 1914 och blev reservofficer vid Göta livgarde 1915. Han blev ingenjör vid Kungliga Automobilklubben 1914, avdelningschef vid Ljungströms ångturbiner 1917, ingenjör vid Mekaniska prövningsanstalten 1918, chef där samt delägare i Elektriska prövningsanstalten i Stockholm 1920–1927, speciallärare i läran om värmemotorer vid Kungliga tekniska högskolan 1921–1929, sakkunnig för automatiska sprinkleranläggningar hos Svenska brandtarifföreningen 1923–1927 och verkställande direktör för Ljungströms ångturbiner 1927–1956. Han utgav Värmedistributionsindustri i USA och Förbränning och gasgenerering inom cellulosaindustrin samt skrev tidskriftsuppsatser. Lindhagen vilar i sin familjegrav på Norra begravningsplatsen utanför Stockholm.